# Aparecida, São Paulo

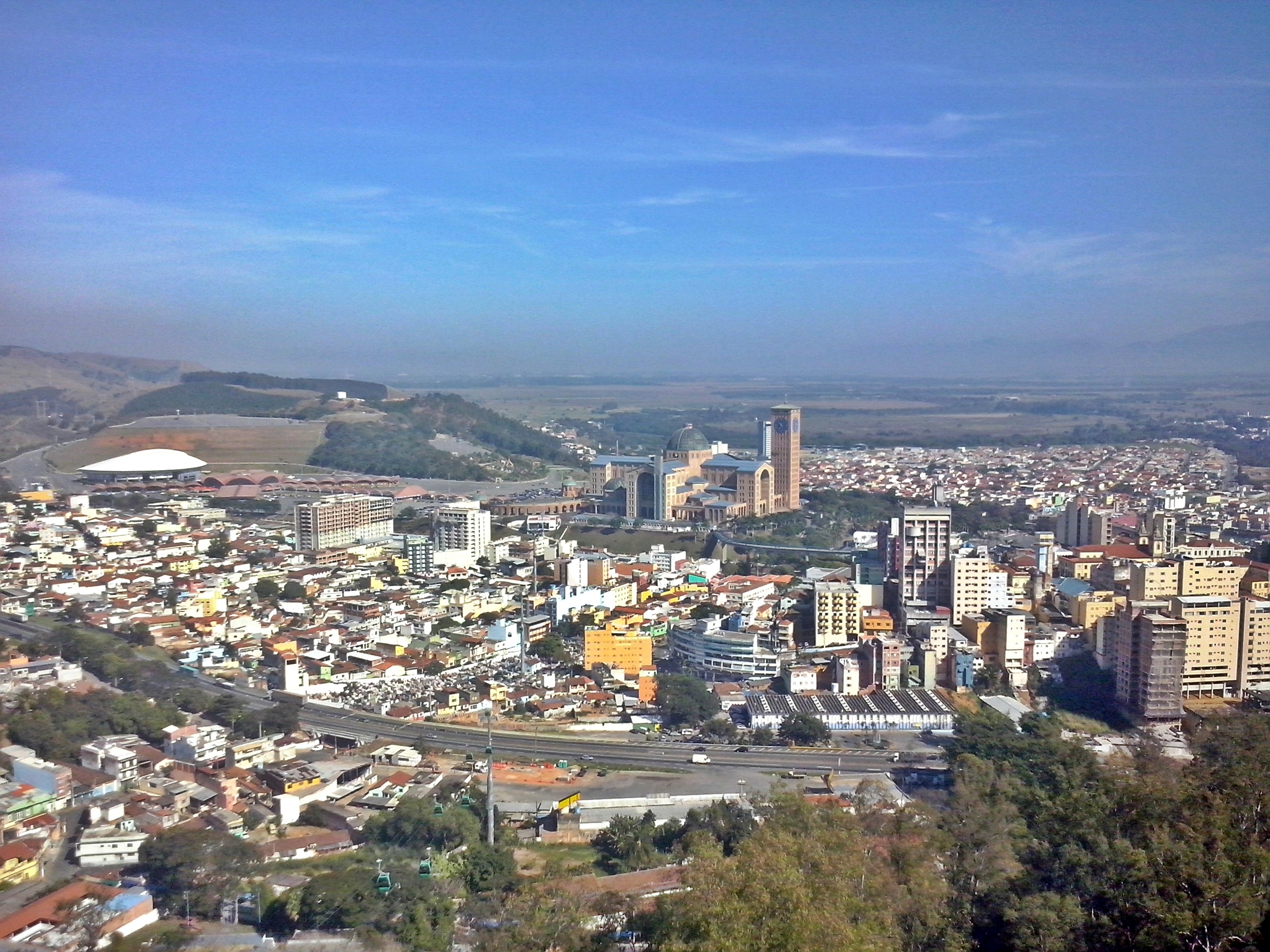
Aparecida, São Paulo

Vị trí của Aparecida trong bản đồ bang São Paulo

Aparecida là một đô thị tại bang São Paulo, Brasil, có dân số 35,903 người (dựa trên số liệu năm 2007) và diện tích 120,929 km². Mật độ dân cư là 298,7 người/km². Aparecida nằm ở độ cao 542 m, cách thủ phủ bang São Paulo 168 km. và 240 km về phía tây Rio de Janeiro. Đô thị này nằm ở khu vực khí hậu cận nhiệt đới.
Với độ cao trung bình 544 mét, và cao độ khác nhau từ 525-620 mét, Aparecida có khí hậu nóng với mùa đông khô. Nhiệt độ được ghi nhận là mức tối đa là 35 °C, tối thiểu là 9 °C và trung bình là 22 °C.
Từng là một phần của khu đô thị tự quản Guaratinguetá, địa phương này đã được tách vào năm 1928. Đô thị tự quản này nay có nền kinh tế phụ thuộc hoàn toàn vào ngành du lịch tạo ra bởi các tín đồ xung quanh bức tượng của Đức Trinh Nữ. Aparecida nhận được hơn 7 triệu khách du lịch mỗi năm làm cho địa phương này là địa điểm hành hương tôn giáo phổ biến nhất ở Mỹ Latin. Theo điều tra năm 2000, Aparecida có:
- Tổng dân số 34.904 người, trong đó, dân số thành thị: 34.382, nông thôn: 522 người.
- Nam giới: 17.126, nữ giới: 17.778 người.
- Mật độ dân số 31,22 người/km².
- Tuổi thọ bình quân: 72,03 năm.
- Tỷ lệ trẻ dưới 1 tuổi tử vong (trên 1 triệu): 14,38
- Tỷ lệ biết đọc biết viết: 94,46% dân số.
- Chỉ số phát triển con người: 0,804
- Tỷ lệ sinh (trẻ/bà mẹ): 2,47

Đô thị này giáp các đô thị: Potim (Bắc), Guaratinguetá (Đông), Lagoinha (Nam) và Roseira (Đông).